# Laçyn Mämmedowa
Laçyn Mämmedowa (auch Lachin Mammedova; * 9. November 1980 in Balkanabat) ist eine turkmenische Pop-Musikerin.

## Leben
Laçyn Mämmedowas Großvater und Vater waren Volksmusiker. Sie selbst besuchte zunächst die Gitarrenklase einer Musikschule. Danach studierte sie Gesang in Aşgabat. 
Schon in der Zeit in der Sekundarstufe gewann sie den regionalen Wettbewerb New Names. Im Alter von 20 erhielt sie wegen ihrer Popularität in Turkmenistan den Titel eines Ehrenmusikers Turkmenistans. Sie konnte dreimal den Preis des Präsidenten Turkmenistans erhalten und war Gewinnerin des nationalen Wettbewerbs Goldenes Zeitalter der Turkmenen. 2008 wurde sie für die Teilnahme an dem Intervision-Liederwettbewerb in Sotschi 2009 nominiert. Kritiker führen ihre Erfolge vor allem auf die persönliche Gunst der Präsidenten Saparmyrat Nyýazow zurück.
In ihrer Kunst verbindet sie traditionelle turkmenische und populärmusikalische Elemente.